# Plectrophora
Plectrophora (возможное русское название: Плектрофора) — род многолетних эпифитных травянистых растений семейства Орхидные.
Род не имеет устоявшегося русского названия, в русскоязычных источниках обычно используется научное название Plectrophora.

## Синонимы
- Jansenia Barb.Rodr., 1891

## Этимология
От греческих слов plektron «петушиная шпора» и phoros «носить, переносить, перевозить», указывающих на наличие шпорца.

## Биологическое описание
Миниатюрные симподиальные растения. Вероятно, близки Quekettia, Trizeuxis, Polyotidium, Cypholoron и Pterostemma. По строению побегов некоторые виды плектрофор напоминают представителей родов Comparettia и Tolumnia. 
 Корни тонкие, покрыты веламеном. 
 Цветки разнообразной окраски, со шпорцем. 
 Поллиниев два.

## Распространение и экологические особенности
Центральная и Южная Америка. 

Эпифиты во влажных горных лесах.

## Виды
Список видов по данным Королевских ботанических садов в Кью:
- Plectrophora alata (Rolfe) Garay, 1967
- Plectrophora calcarhamata Hoehne, 1910
- Plectrophora cultrifolia (Barb.Rodr.) Cogn. in C.F.P.von Martius & auct. suc. (eds.), 1904
- Plectrophora edwallii Cogn. in C.F.P.von Martius & auct. suc. (eds.), 1906
- Plectrophora iridifolia (Lodd. ex Lindl.) H.Focke, 1848 typus
- Plectrophora schmidtii Jenny & Pupulin, 1997
- Plectrophora suarezii Dodson & M.W.Chase, 1989
- Plectrophora triquetra (Rolfe) Cogn. in C.F.P.von Martius & auct. suc. (eds.), 1904
- Plectrophora tucanderana Dodson & R.Vásquez, 1989
- Plectrophora zarumensis Dodson & P.M.Dodson, 1980

## Охрана исчезающих видов
Все виды рода Plectrophora входят в Приложение II Конвенции CITES. Цель Конвенции состоит в том, чтобы гарантировать, что международная торговля дикими животными и растениями не создаёт угрозы их выживанию.